# Just Dance (album)
Just Dance è il nono album in studio della cantante rumena Inna, pubblicato in due parti, la prima uscita il 10 febbraio 2023 e la seconda il 14 aprile 2023 su etichetta Global Records.

## Tracce
Just Dance #DQH1 – 10 febbraio 2023
1. We Should Get Lost – 2:08
2. Nothing I Won't Do – 1:54
3. Something 'bout You – 2:22
4. I'll Be There – 2:49
5. Just Dance – 3:54
6. Start a Fire – 3:04

Just Dance #DQH2 – 14 aprile 2023
1. Que dolor – 2:25
2. Can't Give You Up – 2:33
3. In My Mind – 2:27
4. Follow Me – 2:26
5. Queen of the Club – 3:04